# Mortonagrion selenion
Mortonagrion selenion är en trollsländeart som först beskrevs av Friedrich Ris 1916.  Mortonagrion selenion ingår i släktet Mortonagrion och familjen dammflicksländor. Inga underarter finns listade i Catalogue of Life.

## Bildgalleri

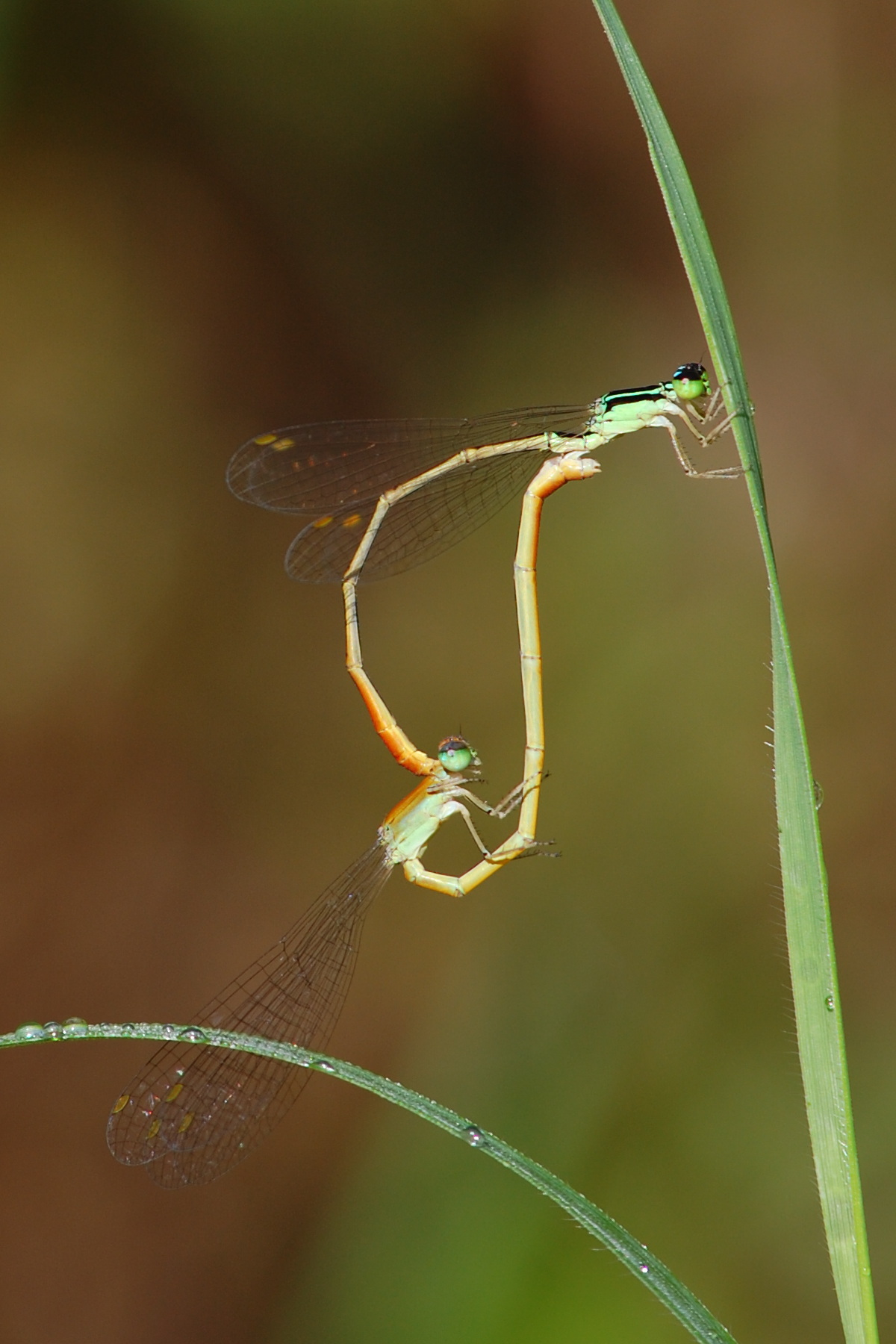
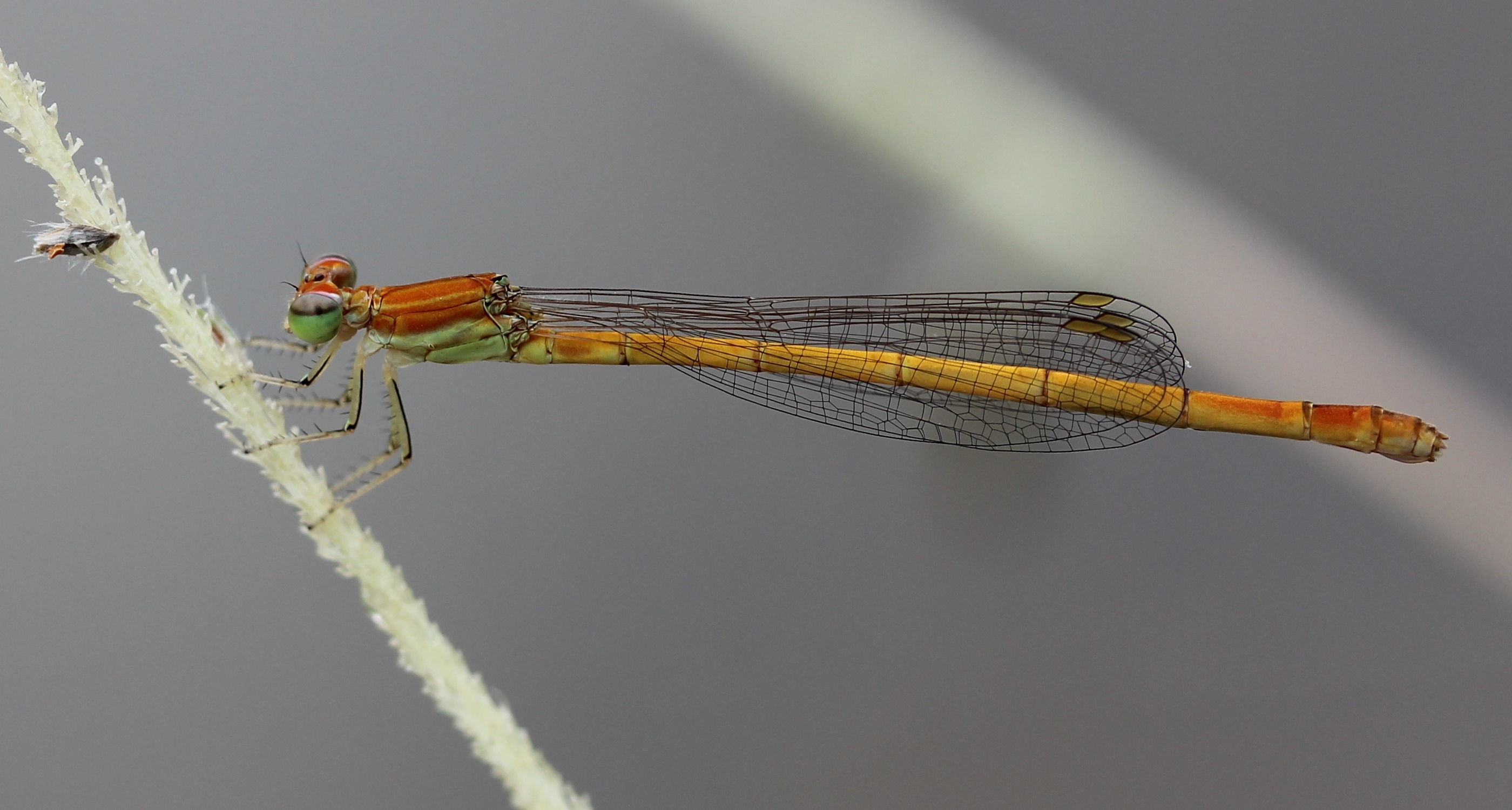
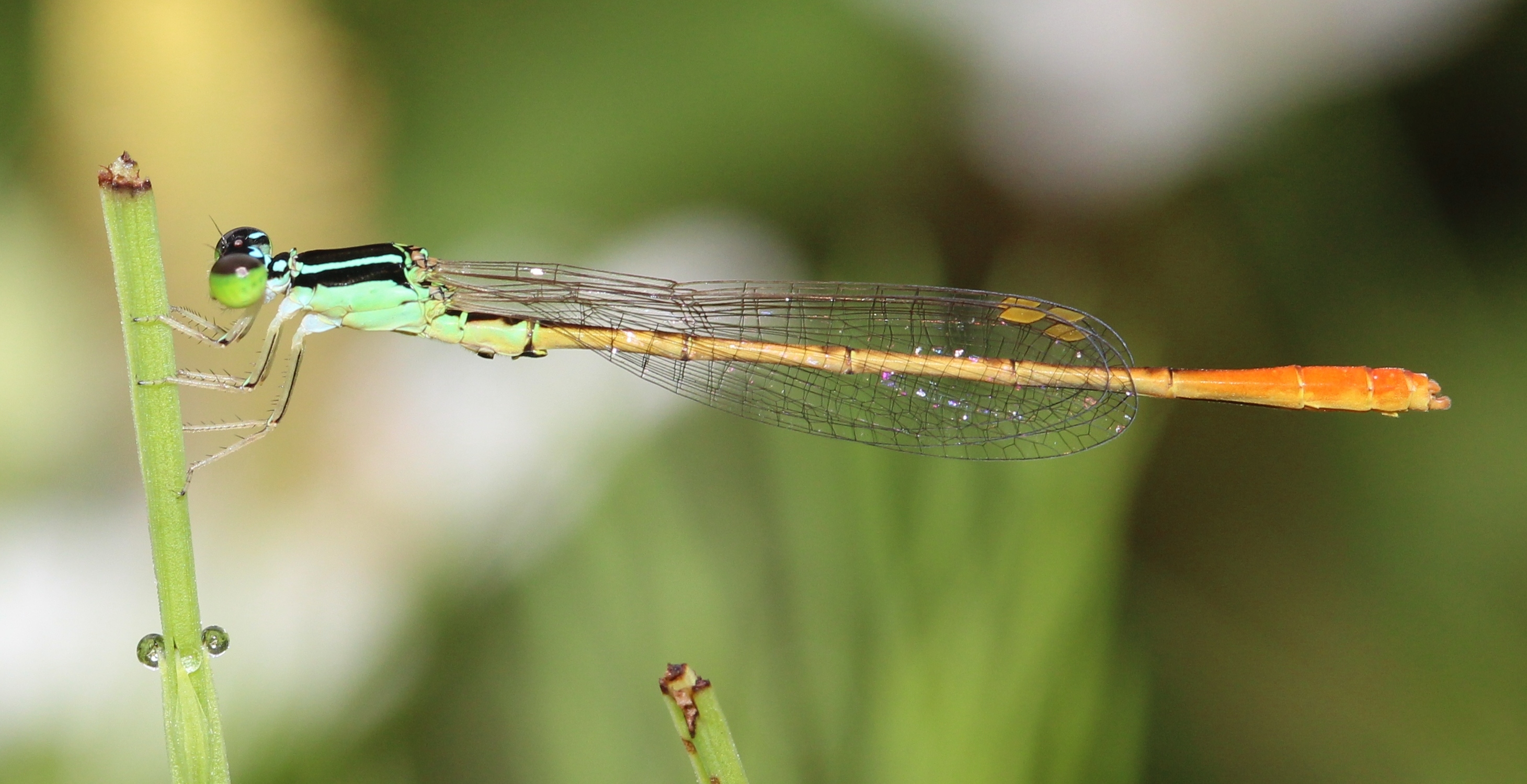
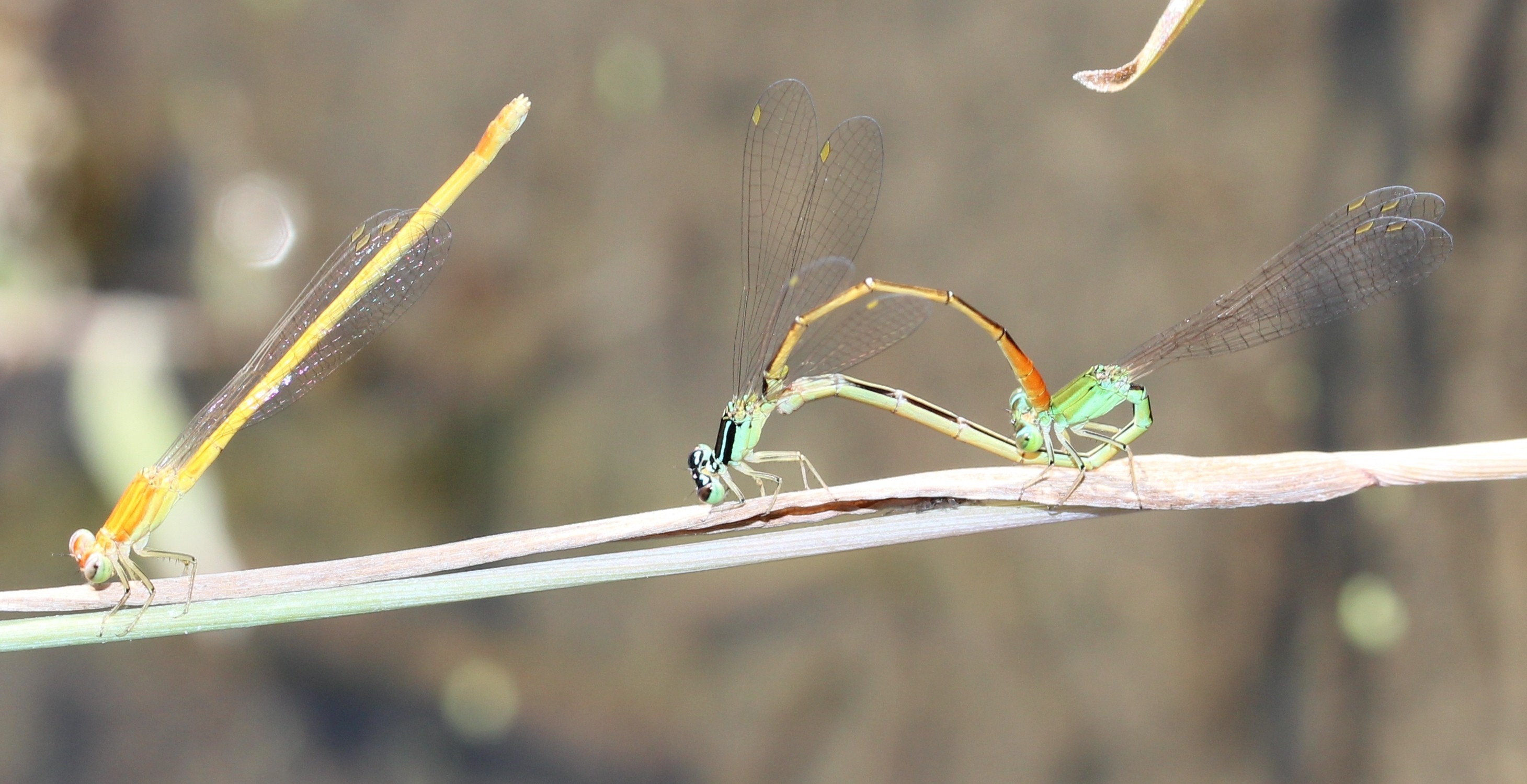